# Andrew John Berger
Andrew John Berger (* 30. August 1915 in Warren, Ohio; † 4. Juli 1995 auf Hawaii) war ein US-amerikanischer Ornithologe und Anatom.

## Leben
1939 graduierte Berger am Oberlin College in Oberlin, Ohio mit dem Bachelor-Abschluss. Von 1940 bis 1941 betrieb er Feldstudien im Rahmen des Wildtiermanagements der University of Missouri. 1942 heiratete er Edith Grace Denniston. Aus dieser Ehe gingen die Kinder John Denniston Berger und Diana Marie Berger hervor. Von 1941 bis 1946 diente er als Offizier bei den United States Army Air Corps. Nach dem Krieg setzte er seinen Militärdienst als Reservist bei den United States Army Air Forces fort und wurde mit dem Rank eines Oberstleutnants entlassen. 1946 schrieb sich Berger in die University of Michigan ein, wo er 1947 seinen Master-Abschluss und 1950 mit der Dissertation „The comparative functional morphology of the pelvic appendage in the three subfamilies of cuculiformes“ seinen Doktortitel in Zoologie erlangte. Von 1951 bis 1963 lehrte er makroskopische Anatomie an der University of Michigan Medical School.
Zwischen 1954 und Ende 1963 führte er Feldstudien zur Erforschung der Lebensweise und des Brutverhaltens des Michiganwaldsängers durch.
Im Frühjahrssemester 1964 nahm er eine Gastprofessur an der University of Hawaii at Manoa an. Nachdem er ein Jahr an der Maharaja Sayajirao University of Baroda in Indien gelehrt hatte, kehrte er nach Hawaii zurück und hatte zweimal den Vorsitz der Zoologie-Abteilung der University of Hawaii at Manoa inne.
Obwohl seine anfänglichen Interessen der Morphologie, dem Verhalten und der Klassifizierung der Kuckucke galten, spezialisierte er sich ab 1965 auf die Erforschung der Naturgeschichte und Lebensbedingungen der endemischen Avifauna der Hawaii-Inseln. Darüber hinaus war Andrew John Berger ein engagierter Naturschützer, der Naturschutzorganisationen in Prozessen gegen die US-Regierung mit seinem Experten-Wissen erfolgreich unterstützt hatte. So setzte er sich in einem Prozess für den Erhalt des Palilas dafür ein, dass nicht nur die Art selbst geschützt wird, sondern auch ihr Lebensraum.
Andrew John Berger verfasste mehrere Werke über die hawaiische Avifauna, insbesondere über die Hawaiigans. Daneben schrieb er Bücher über die Anatomie von Vögeln und Menschen. Für das Bulletin of the American Museum of Natural History schrieb er 1957 den umfangreichen Artikel „On the anatomy and relationships of Fregilupus varius, an extinct starling from the Mascarene Islands“, wo er über den ausgestorbenen Hopfstar (Fregilupus varius) und seine Verwandtschaft zu anderen Vogelfamilien referierte.
Berger war Mitglied der American Association for the Advancement of Science, der American Ornithologists’ Union sowie der National Audubon Society des Bundesstaates Michigan.

## Werke (Auswahl)
- 1954: The Myology of the pectoral appendage of three genera of American Cuckoos… Miscellaneous publications - Museum of Zoology, University of Michigan
- 1956: On the Anatomy and Relationships of Glossy Cuckoos of the Genera Chrysococcyx, Lampromorpha, and Chalcites
- 1957:  On the anatomy and relationships of Fregilupus varius, an extinct starling from the Mascarene Islands In: Bulletin of the AMNH; Volume 113, Article 3 (Online-Ausgabe; PDF; 44,1 MB)
- 1959: Fundamentals of Ornithology (mit Josselyn van Tyne)
- 1964: Elementary Human Anatomy
- 1966: Avian Myology
- 1967: Hawaii's Birds
- 1969: The Breeding Season of the Hawaii ʻAmakihi.
- 1970: The Illustrated Atlas of Hawaii
- 1971: Bird Study ISBN 978-0-486-22699-6
- 1972: Birds of Hawaii Volcanoes National Park
- 1972: Birds of the Kilauea Forest Reserve
- 1972: Second-progress Report and Third-year Budget, International Biologica Program (IBP) Island Ecosystems Stability and Evolution Subprogram: NSF Grant GB-23230
- 1972: Hawaiian Birdlife ISBN 978-0-8248-0213-4
- 1974: Proposal for the Study of Rare and Endangered Birds in Hawaii's National Parks
- 1975: Haleakala National Park Resources Basic Inventory, 1975: Narrative Report
- 1976: Fundamentals of Ornithology 2. Auflage ISBN 978-0-608-18101-1
- 1977: The Exotic Birds of Hawaii
- 1980: Hawaiian Goose - An Experiment of Conservation (mit Janet Kear) ISBN 978-0-931130-04-5
- 1981: Hawaiian Birdlife 2. Auflage
- 1985: Puna Geothermal Area Biotic Assessment, Puna District, County of Hawaii: Final Report
- 1993: Birdlife in Hawaii ISBN 978-0-89610-282-8